# Trinidad (Texas)
Trinidad è un centro abitato degli Stati Uniti d'America situato nella contea di Henderson dello Stato del Texas.
La popolazione era di 886 persone al censimento del 2010.

## Geografia fisica
Trinidad è situata a 32°08′51″N 96°05′27″W (32.147365, -96.090791), vicino al fiume Trinidad da cui il nome della città deriva.
Secondo lo United States Census Bureau, ha un'area totale di 15,1 miglia quadrate (39 km²), di cui 14,9 miglia quadrate (39 km²) di terreno e 0,2 miglia quadrate (0,52 km²) (1.52%) d'acqua.

## Società

### Evoluzione demografica
Secondo il censimento del 2000, c'erano 1.091 persone, 430 nuclei familiari e 297 famiglie residenti nella città. La densità di popolazione era di 73,4 persone per miglio quadrato (28,3/km²). C'erano 474 unità abitative a una densità media di 31,9 per miglio quadrato (12,3/km²). La composizione etnica della città era formata dall'83,13% di bianchi, il 13,02% di afroamericani, lo 0,55% di nativi americani, il 2,47% di altre razze, e lo 0,82% di due o più etnie. Ispanici o latinos di qualunque razza erano il 6,60% della popolazione.
C'erano 430 nuclei familiari di cui il 34,2% aveva figli di età inferiore ai 18 anni, il 47,2% aveva coppie sposate conviventi, il 17,9% aveva un capofamiglia femmina senza marito, e il 30,7% erano non-famiglie. Il 28,6% di tutti i nuclei familiari erano individuali e il 14,4% aveva componenti con un'età di 65 anni o più che vivevano da soli. Il numero di componenti medio di un nucleo familiare era di 2,54 e quello di una famiglia era di 3,14.
La popolazione era composta dal 29,5% di persone sotto i 18 anni, il 9,3% di persone dai 18 ai 24 anni, il 25,5% di persone dai 25 ai 44 anni, il 20,6% di persone dai 45 ai 64 anni, e il 15,1% di persone di 65 anni o più. L'età media era di 34 anni. Per ogni 100 femmine c'erano 89,7 maschi. Per ogni 100 femmine dai 18 anni in giù, c'erano 81,8 maschi.
Il reddito medio di un nucleo familiare era di 46.379 dollari e quello di una famiglia era di 65.568 dollari. I maschi avevano un reddito medio di 28.438 dollari contro i 18.958 dollari delle femmine. Il reddito pro capite era di 114.270 dollari. Circa il 15,5% delle famiglie e l'1,0% della popolazione erano sotto la soglia di povertà, incluso il 20,2% di persone sotto i 18 anni e il 20,4% di persone di 65 anni o più.